# Frank Baron
Franklin Andrew Merrifield Baron dit Frank Baron, né le 19 janvier 1923 à Portsmouth et mort le 9 avril 2016 à Roseau, est un homme d'État britannique, premier chef du gouvernement puis premier ministre en chef de la Dominique de 1957 à 1961.

## Biographie
Franklin Baron est le fils d'un commerçant de Portsmouth ayant d'importantes activités d'import-export. Il fait toutes ses études en Dominique, puis entre en 1939 dans l'entreprise de son père. En 1945, il est notamment l'un des premiers à se livrer au commerce de la banane et est l'un des fondateurs de l'Association dominiquaise des producteurs de bananes (DBGA).
Il devient membre du conseil municipal de Roseau dans les années 1940. en 1951, il tente sans succès de remporter le siège de Portsmouth du nouveau Conseil législatif. À la suite de cette défaite, il abandonne Portsmouth et concentre son attention sur Roseau et le sud de la Dominique. Il remporte le siège de la circonscription de Roseau-Sud aux élections générales de 1954 puis de 1957.
En mars 1956, une forme de self governement est introduit dans la colonie de Dominique et Franklin Baron devient alors ministre du Commerce et de la Production.
En juin 1957, il  devient le premier Leader of the Government de Dominique. Il fonde alors le Dominica United People's Party. Il représente aussi la Dominique lors des négociations pour créer la Fédération des Indes occidentales et l'ensemble des Îles-du-Vent britanniques lors des négociations de Londres entre les États-Unis et le Royaume-Uni sur la localisation des bases militaires américaines dans la Caraïbe. En 1960, après la mise en place de la constitution de 1959, il devient le premier Chief Minister de la Dominique, mais il perd son siège lors des élections générales de 1961 au profit du Parti travailliste de la Dominique d'Edward Oliver LeBlanc. C'est son gouvernement qui initie d'importants travaux d’infrastructures qui seront achevés sous les gouvernements travaillistes.
Frank Baron abandonne la vie politique après une nouvelle défaite de son parti en 1966. il se tourne alors vers les affaires, particulièrement le tourisme et l'immobilier et les activités caritatives. Il garde aussi une influence certaine en étant propriétaire du Chronicle (en), important journal de l'île. Pendant son gouvernement, Eugenia Charles, qui était une de ses amies de longue date, le nomme à des nombreux postes diplomatiques auprès de l'Organisation des Nations unies, de l'Organisation des États américains, des États-Unis et du Royaume-Uni.
Frank Baron meurt le 9 avril 2016 à l’hôpital Princesse Margaret de Roseau.